# Reithberg
Reithberg är ett berg i Österrike.   Det ligger i distriktet Südoststeiermark och förbundslandet Steiermark, i den östra delen av landet, 150 km söder om huvudstaden Wien. Toppen på Reithberg är 439 meter över havet.
Terrängen runt Reithberg är huvudsakligen platt. Närmaste större samhälle är Bärnbach, 12,5 km nordost om Reithberg. 
I omgivningarna runt Reithberg växer i huvudsak blandskog. Runt Reithberg är det ganska tätbefolkat, med 90 invånare per kvadratkilometer.